# Sangamner
Sangamner là một thành phố và là nơi đặt hội đồng đô thị (municipal council) của quận Ahmadnagar thuộc bang Maharashtra, Ấn Độ.

## Địa lý
Sangamner có vị trí 19°34′B 74°13′Đ / 19,57°B 74,22°Đ Nó có độ cao trung bình là 549 mét (1801 feet).

## Nhân khẩu
Theo điều tra dân số năm 2001 của Ấn Độ, Sangamner có dân số 61.958 người. Phái nam chiếm 51% tổng số dân và phái nữ chiếm 49%. Sangamner có tỷ lệ 76% biết đọc biết viết, cao hơn tỷ lệ trung bình toàn quốc là 59,5%: tỷ lệ cho phái nam là 80%, và tỷ lệ cho phái nữ là 71%. Tại Sangamner, 13% dân số nhỏ hơn 6 tuổi.